# Hwang Hee
Kim Ji-soo (hangul: 김지수, RR: Gim Ji-su) mejor conocido artísticamente como Hwang Hee (hangul: 황희, RR: Hwang Hui), es un actor y modelo surcoreano.

## Biografía
Estudió en la Universidad de Kyung Hee (Kyung Hee University).

## Carrera
Es miembro de la agencia Celltrion Entertainment (셀트리온엔터테인먼트).
En 2017 se unió al elenco recurrente de la serie popular Tomorrow With You, donde dio vida a Chun Min-joon.
En junio de 2019 se unió al elenco de la serie Arthdal Chronicles, donde interpretó a Moo-kwang, un brutal guerrero de las Fuerzas Daekan, así como el hermano menor de Moo-baek (Park Hae-joon) y leal sirviente y asesino de Ta-gon (Jang Dong-gun).
El 19 de julio de 2019 se unió al elenco principal de la serie Doctor John, donde dio vida al doctor Lee Yoo-joon, un miembro del departamento de anestesiología, que aunque al inicio choca con el doctor Cha Yo-han (Ji Sung), luego aprende de él, hasta el final de la serie el 7 de septiembre del mismo año.
En octubre de 2020 se unió al elenco recurrente de la serie Tale of the Nine Tailed, donde interpretó al kumiho Goo Shin-joo, un veterinario y el leal súbdito de Lee Yeon (Lee Dong-wook), un mítico zorro de nueve colas, hasta el final de la serie el 3 de diciembre del mismo año.
En septiembre de 2021 se unió al elenco de la serie Dali and Cocky Prince (también conocida como "Dal Li and Gamja-tang"), donde da vida a Won-tak, un oficial de policía que conoce a Jin Mu-hak desde que eran jóvenes (Kim Min-jae).

## Filmografía

### Series de televisión
| Año  | Título                                                        | Personaje        | Notas                          | Ref.                 |
| ---- | ------------------------------------------------------------- | ---------------- | ------------------------------ | -------------------- |
| 2017 | Tomorrow With You                                             | Chun Min-joon    |                                |                      |
| 2019 | Arthdal Chronicles 1: The Children of Prophecy                | Moo-kwang        |                                |                      |
| 2019 | Arthdal Chronicles 2: The Sky Turning Inside Out, Rising Land | Moo-kwang        |                                |                      |
| 2019 | Doctor John                                                   | Dr. Lee Yoo-joon | 32 episodios                   | [ 9 ]                |
| 2019 | Arthdal Chronicles 3: The Prelude To All Legends              | Moo-kwang        |                                |                      |
| 2020 | Tale of the Nine Tailed                                       | Goo Shin-joo     |                                | [ 10 ]               |
| 2021 | Amor en la ciudad                                             | Cha Chi-hun      | Aparición especial, ep. n.º 17 |                      |
| 2021 | The Veil                                                      | Oh Kyung-seok    |                                |                      |
| 2021 | Möbius: The Veil                                              | Oh Kyung-seok    |                                | [ 11 ]               |
| 2021 | Dali and Cocky Prince                                         | Joo Won-tak      |                                | [ 12 ] [ 13 ]        |
| 2022 | Today's Webtoon                                               | Ahn Gyu-jin      | Aparición especial, ep. n.º 1  | [ 14 ]               |
| 2023 | Tale of the Nine Tailed 1938                                  | Koo Shin-joo     |                                | [ 15 ]               |
| 2024 | Love Song for Illusion                                        | Sajo Yung        |                                | [ 16 ] [ 17 ] [ 18 ] |

### Películas
| Año  | Título                       | Personaje                     | Notas                                                                              |
| ---- | ---------------------------- | ----------------------------- | ---------------------------------------------------------------------------------- |
| 2019 | Race to Freedom: Um Bok Dong | Oficial de la Policía Militar | Junto a Rain, Kang So-ra, Lee Beom-soo, Park Jin-joo, Lee Geung-young y Lee Si-eon |

### Programas de televisión
| Año  | Programa | Notas                 | Ref.          |
| ---- | -------- | --------------------- | ------------- |
| 2020 | Run      | 4 episodios - miembro | [ 19 ] [ 20 ] |

### Teatro / musicales
| Año         | Título                         | Personaje | Notas     |
| ----------- | ------------------------------ | --------- | --------- |
| 2010        | Sailing for Life (생명의 항해) | -         | (musical) |
| 2012 - 2015 | The Art of Seduction           | -         |           |
| 2013        | Magicians (마법사들)           | -         |           |
| 2015        | Love Is (러브이즈)             | -         |           |

### Revistas / sesiones fotográficas
| Año  | Título           | Notas  |
| ---- | ---------------- | ------ |
| 2019 | W Korea Magazine | [ 21 ] |

### Publicidad
| Año | Título     | Notas |
| --- | ---------- | ----- |
| -   | 박카스     |       |
| -   | 베가 넘버6 |       |
| -   | 맥도날드   |       |

## Premios y nominaciones
| Año  | Premio               | Categoría              | Trabajo     | Resultado |
| ---- | -------------------- | ---------------------- | ----------- | --------- |
| 2019 | 27th SBS Drama Award | Mejor actor revelación | Doctor John | Nominado  |